# Зелениково (община Зелениково)
Вижте пояснителната страница за други значения на Зелениково.
Зелениково (на македонска литературна норма: Зелениково) е село в Северна Македония, център на община Зелениково.

## География
Селото е разположено на десния бряг на река Вардар в областта Торбешия непосредствено преди началото на Таорската клисура.

## История
Между Зелениково и Гара Зелениково, на тераса над Вардар е открито неолитното селище Слатина.
В XIX век Зелениково е село в Скопска каза на Османската империя. Според статистиката на Васил Кънчов („Македония. Етнография и статистика“) от 1900 година Зелениково е населявано от 195 жители българи християни.
В 1895 година в селото е открита поща, която функционира до 1912 година. През 1922-1923 година пощата отново е открита и функционира до 6 април 1941 година.
В началото на XX век цялото население на селото е под върховенството на Българската екзархия. По данни на секретаря на екзархията Димитър Мишев („La Macédoine et sa Population Chrétienne“) в 1905 година в Зелениково има 112 българи екзархисти.
След Междусъюзническата война в 1913 година селото попада в Сърбия.
На етническата си карта от 1927 година Леонард Шулце Йена показва Зелениково (Zelenikovo) като село с неясен етнически състав.
По време на българското управление във Вардарска Македония в годините на Втората световна война, Х. Никола Минков от Бутово е български кмет на Буково от 29 декември 1941 година до 22 юли 1943 година. След това кмет е Атанас Блажев Велков от Скопие (19 май 1944 - 9 септември 1944).
В 1961 година селото има 356 жители, а в 1994 – 709. Според преброяването от 2002 година селото заедно с разположената на един километър южно Гара Зелениково има 1906 жители.
| Националност | Зелениково | Гара Зелениково |
| македонци    | 697        | 930             |
| албанци      | 0          | 1               |
| турци        | 0          | 0               |
| роми         | 61         | 0               |
| власи        | 1          | 0               |
| сърби        | 8          | 10              |
| бошняци      | 0          | 190             |
| други        | 4          | 4               |